# Parafia Przemienienia Pańskiego w Grodzisku Mazowieckim
Parafia pw. Przemienienia Pańskiego w Grodzisku Mazowieckim – rzymskokatolicka parafia należąca do dekanatu grodziskiego, archidiecezji warszawskiej, metropolii warszawskiej Kościoła katolickiego, w Grodzisku Mazowieckim.

## Historia
Z inicjatywą utworzenia parafii wystąpił w 1981 roku ks. Lucjan Rutkowski - proboszcz parafii św. Anny w Grodzisku Mazowieckim. Nowa świątynia miała służyć przede wszystkim mieszkańcom dzielnicy Łąki. Nie uzyskano zgody na budowę kościoła, zatem postanowiono zbudować kaplicę. Prace budowlane ruszyły 5 kwietnia 1983 roku. Kamień węgielny został poświęcony 13 czerwca przez biskupa Władysława Miziołka. 13 listopada biskup Jerzy Modzelewski poświęcił kaplicę, utworzono wtedy także rektorat pw. Przemienienia Pańskiego.
1 lutego 1985 roku arcybiskup Józef Glemp erygował parafię.
W latach 90. XX wieku budowano obecny kościół parafialny. Kaplica z 1983 roku została wkomponowana w nowy budynek, pełni obecnie funkcję nawy bocznej. 31 maja 2003 roku arcybiskup Glemp konsekrował nową świątynię.

## Duszpasterze
Obecnie w parafii posługują księża:
- ks. kanonik Janusz Starosta – proboszcz, dziekan dekanatu grodziskiego
- ks. Mateusz Szybiak – wikariusz
- ks. Wacław Osiński – rezydent